# نسخه محدود

تصویر روی جلد ویرایش محدود آلبوم MCMXC a.D.

نسخه محدود (انگلیسی: Limited Edition) یا ویرایش محدود یا نسخهٔ محدود به آثاری گفته می‌شود که تعداد محدود و مشخصی از آنها تولید شده باشد. 
این عبارت به‌طور معمول در تولید آثار هنری که قابلیت تکثیر دارند، همچون عکاسی، چاپ هنری و آثار حجمی، استفاده می‌شود، هرچند در دنیای کتاب، پوستر، مُد و اشیاء لوکس نیز استفاده می‌شود.
آثاری که با نسخه محدود تولید می‌شوند، معمولا آثاری با ارزش جمع آوری (کلکسیون) شناخته می‌شوند.
در این آثار تعداد نسخه‌های تولید شده باید برای مخاطب روشن باشد و نیز پس از اتمام آن‌ها دیگر این محصول تولید نخواهد شد.